# Krugleńkoje (obwód kurski)
Krugleńkoje (ros. Кругленькое) – wieś (ros. деревня, trb. dieriewnia) w zachodniej Rosji, w sielsowiecie małołokniańskim rejonu sudżańskiego w obwodzie kurskim.

## Geografia
Miejscowość położona jest w dorzeczu rzeki Małaja Łoknia, 12,5 km od granicy z Ukrainą, 3 km od centrum administracyjnego sielsowietu małołokniańskiego (Małaja Łoknia), 17 km od centrum administracyjnego rejonu (Sudża), 82,5 km od Kurska.

## Demografia
W 2010 r. miejscowość zamieszkiwały 3 osoby.